# Pabstiella armeniaca
Pabstiella armeniaca är en orkidéart som först beskrevs av João Barbosa Rodrigues, och fick sitt nu gällande namn av L.Kollmann. Pabstiella armeniaca ingår i släktet Pabstiella och familjen orkidéer. Inga underarter finns listade i Catalogue of Life.